# 도로로 (캐릭터)
도로로(ドロロ, Dororo)는, 요시자키 미네의 원작 애니메이션 '케로로 중사'에 등장하는 인물로 계급은 병장이다. 도로로의 담당 성우는 일본에서는 쿠사오 타케시, 북미에서는 J. 마이클 테이텀, 대한민국에서는 강수진이 맡고 있다.

## 인물
케론군 계급은 병장으로 케로로 소대의 암살자이다. 케론군 특수정예부대 '어쌔신(Assassin)'의 최강 실력자이다.
이름의 유래는 닌자가 사라지는 둔갑술을 나타내는 의태어 '도롱'에서 따왔다. 닉네임은 트라우마(trauma:마음의 상처 또는 정신적 외상)군이며, 파트너는 아즈마야 코유키 (한국 : 권설화), 그리고 거의 등장하지 않는 닌자마을 시절에 알게 된 제로야차라는 개다. 소대내 무선통신 코드내임은 조로리1이다 (한국은 조디1)푸루루 간호장교의 건강 검진 결과 발표를 보면 마음 고생이 심각한 수준이다 원인은 존재감 없는것과 트라우마 스위치다

### 모습
몸 색깔은 하늘색으로 눈 역시 하늘색이다. 두건에는 빨간색, 배에는 노란색 수리검 마크. 닌자 이미지여서인지 입에 두건을 두르고 있었는데, 어릴 적에는 케로로들과 같이 다 모자를 쓰고, 입에는 마스크를 하고 있었다.(최근 애니에서 조금씩 방영되는 케로로 소대가 지구로 오기위해 그랜드스타에 탑승해서 벌어지는 일을 다룬 스토리에서 보면 지금 같은 두건이 아니고 회색 모자를 쓰고 있었다 하지만 지구에 와서는 두건으로 바뀐 것으로 보아 아마 거기서 만난 퍼렁별인 출신 프로 디자이너 기공 카토야마 총장이 우정의 표시로 주었다고 추측된다)아즈마야 코유키를 만날 때까지는 입에 방독면과 같은 장비를 하고 있었다. 지금 현재의 상황으로는 두건을 벗은 모습은 보기 힘들듯 싶다.
(*고질적인 우주천식으로 인해 어릴 적부터 마스크를 하고 다녔으며, 현재는 닌자에 맞게 복면으로 바꾸었다.)그러나 318화에서 도로로 마스크 속 진실이 밝혀지는 듯 했으나 케로로의 실수로 보지 못하게 되었다.
동료와 싸우려고 하지는 않지만,"도로로,굿바이 소대"에서 기로로와 싸우게 된다.
항상 검을 허리에 차고 다니지만 지금까진 실제로 사람이나 동물을 베었던 적은 없었다.딱한번,지라라 대위를 베긴 했다.

### 소대의 상식인
상냥하고 고지식한 성격으로 케로로 소대의 유일한 상식인으로서 케로로 소대의 문제를 깨끗이 정리하고 사건을 마무리하는 역할. 폭력적인 작전은 싫어하지만, 평화적인 작전이라면 기쁘게 협력한다. 또한 생각이 많은 조리리의 영향으로 모든것을 심각하게 생각하여 케로로가 지적하기도 한다.평화주의자인 도로로는 지구 사람들과 같이 콩 농사를 지어 청국장을 나누어먹음으로써 모든 사람이 건강하게 하자는 계획을 주장한다. 그러나 언제나 침략을 반대하면 무시당하고 저지당하고,심지어 묶여 있기도 한다.

### 전투력
도로로의 전투력은 기로로 하사의 전투력을 압도한다. 슈라라는 케론군 최고 앨리트만 받아들이는 어쌔신의 최강자이며 퍼렁별에서 닌자기술을 습득함으로써 기로로 하사를 앞서는 전투력을 보유하고 있다고 부하들에게 말한적이있다.(하지만 기로로가 아즈마야 코유키(한국:권설화)의 집의 무력 진압을 시도했을 때는기로로가 이성을 잃고 있던 탓인지 호각의 싸움이었다). 어새신 매직의 기술로 지구에 재앙을 불러 일으키고, 어새신 수리검을 통해 지구에 해를 끼치는 최종병기를 시원하게 쳐부수는 등 케로로 소대의 최강 전사이다. 츄톤(한국판:터보)이라는 루네 성인과의 결투때 도로로는 우주 어쎄신 관련 대회에서도 우승이나 수상경력이 12번이나 돼서 어쌔신 사이에선 유명인이라고 했다. 어새신 매직이나 도로로 둔갑술, 광선수리검 등의 기술을 사용할 수 있다. 특히 도로로 안티베리어는 적의 정체를 판별하는 감정, 분별력(또는 감별)인데, 유일하게 아리사 서전크로스에게만 통하지 않았던 기술이다. 또한 후일 등장하는 슈라라 군단의 대장이며 필살 심부름꾼이라 불리던 슈라라와도 임무수행을 함께 했는데 꽤 잘나가는 실력파라는 걸 입증케한다.

### 제로로 시절
지구에 와서 개명할 때까지는 제로로라는 이름이었다.
개명이유는 "어차피 잊혀진 존재 새롭게 다시 태어났소이다" 라고 한다.
케로로, 기로로와는 소꿉친구 관계로, 집이 부자이고 지구(주로 일본제)의 장난감을 많이 가지고 있었다.
또 부자이지만 도시락은 양배추의 심과 우엉의 껍질만 볶아 만든 검소한 반찬이었다.
어릴적에 케로로에게 괴롭힘을 많이 당한 도로로는 지금도 당시의 일을 떠올리면 트라우마 스위치가 켜진다.
케로로가 항상 어려운일과 악행(자기들이 가지고 놀던 공이 사나운 개가 사는 개집 앞에 떨어지면 제로로에게 주워오라고 하는식)으로 괴롭혀 왔고 그덕에 몸이 단련되어 초인적인 육체를 지니게 된다
어새신 분야에서 무척 유명해진 도로로는 전에 케로로가 그네를 타고 한 바퀴 회전을 해보라는 이야기를 실천한 후 떨어지고 지상에 안전하게 착지한 것을 보고
케로로는 '분명히 너는 어쌔신이 될 수 있을거야'라는 말을 했는데 그것이 계기가 되어 어쌔신이 되기로 했다.

### 결정적인 단점
약간의 계기라도 생기면 그 계기와 옛 기억을 연관시켜 '자신이 따돌림을 당했었다'라고 느껴진 부분을 떠올리게 되고,케로로에게 당했을 경우,"너무해 케로로~"라 이야기 하며 구석에 처박힌다. 그때 암울해지면서 '트라우마 스위치 ON'이 된다. 그런 상태에서 LV.7까지 가게 되면 영원히 정상적인 모습으로 돌아갈 수 없다. 이 트라우마가 지독해지면 검은색 오라가 발생하면서 기억속에 타이거 호스가 나온다. 실제로 케로로 소대원들이 도로로 기억에 들어갔다가 타이거 호스를 만난 적이 있다.
또, 하나 존재감이 없다는 점이다. 소대에 합류할 때까지 다른 소대원들이 잊을 뻔했던 인물로 나레이터에게 마저 무시되는 일이 많다. 그래도 파트너인 코유키(설화)에게는 존재감을 인정받는다.(도로로,복수의 화신 강림! 에서는 모두들 자신의 존재감을 잊자,도로로우에게 조종 되다가 코유키에 의해 원래대로 돌아온다.)

### 파트너와 그 외 인물 관계
평소에는 파트너 아즈마야 코유키와 함께 생활한다. 코유키를 '코유키 님(일본)/설화 아가씨(한국)'라고 부르며 매우 잘 따르고 있고 코유키 또한 도로로의 존재감을 유일하게 알아줄 정도로 사이가 좋다. 거기다 전시상황이 되면 그 누구보다도 완벽한 호흡을 보인다. 케로로, 기로로, 푸루루와는 어린시절부터 한 동네에서 함께 어울린 절친한 친구들이다.

### 대화체의 특징
어린시절부터 케로로 소대에 합류해 퍼렁별에 오기 전까지는 표준어를 썼고 1인칭은 보쿠(僕)였다. 하지만 퍼렁별에 와서 코유키를 만난 후부터는 전체적인 말투가 에도시대 사무라이 톤으로 바뀌었고 자연히 1인칭도 셋샤(拙者)로 변경. 하지만 트라우마 스위치가 작동되면 표준어를 쓴다.
케로로소대중 가장 쓸만한 유행어를 가지고 있으며 1,2기에서 '왼손은 거들뿐...'로 바이퍼들을 베어낸다. 특히 바이퍼가 왼손을 봉인했을 때 "왼손은 거들뿐... 그저 거들 뿐이라 거들지 않아도 상관없소이다." 라고 하는 위트를 보여주기도 했다. 쿠루루에게 개조 당했을 때는 이오이다를 우리식으로는 투파이브투다, 일본식에서는 고 몽키~(이오이다의 일본식:고자루-원숭이와 발음이 비슷)를 사용한다

### 어쌔신시절
케로로의 장난으로 몸이 강화된 도로로는 후보생들이 들어가길 꺼려하는 케론군 밀정 특수 임무반 X-1 에 배속되고 거기서 조루루와 만난다.
X-1은 대장 지라라대위를 포함한 7명의 케론인이 있었다고 나오며 도로로를 제외하고는 전부 사이보그 인것처럼 보인다. 대원들은 조루루와 비슷한 실루엣을 가졌고, 지라라 대위는 가면에 3개의 눈을 가지고 있다. 한때 지라라 대위는 어쌔신 생활에 지쳐 지구로 내려와 케로로소대를 제거하고 그곳에서 살기 위해 왔으나 실제 목적은 도로로가 자신을 죽이는 것처럼 위장하여 다른 별로 떠나기 위함이었다고 예측된다.(실제로 죽지 않은 것으로 보인다.)이외에도 도로로는 슈라라,카게게등과임무를 수행한듯하다

### 코스프레 등장
어둠의 대마왕
케로로126화에서 쿠루루가 RPG게임의 디버그를 끝마치지도 않았는데 억지로 했다가 버그가 걸려 사빈(사부로)은 다크 사빈 로드로 변하고  설화(코유키)랑 우주(후유키)랑 뒤늦게 들어간 도로로는 자기만 빼놓고 놀았다는것의 트라우마와 버그가 합쳐저서 어둠의 대마왕이 된다. 그러나 고양이가 스위치를 눌러 겨우 현실로 돌아오게 된다.

### 숨겨진 복병의 기질
103화에서 조루루가 도로로에게 복수하기 위해 결투를 신청한다 하지만 도로로는 그를 전혀 기억 못하고 이름도 기라라,타사사라고 부른다 이에 조루루는 충격을 받아 허무히 사라져 버리는데...도로로,의외의 숨겨진 복병이다

### 필살기
- 유성십자수리검 :노란색의 에너지 수리검을 던진다.위력은 상상을 초월한다.타마마의 타마마 임팩트와 질투옥이나 케로로의 킹킹 케론파를 압도한다.
- 남극의 세찬 바람 냉각 :설화처럼 얼음 계열 술법의 고수인 도로로 그의 얼음술법중 가장 강력하다고 할 수 있다. 마그마까지 얼릴 정도면 그 위력은 말다했다.(도로로,굿바이 소대에서 볼 수 있다)
- 영차원참 :조루루와 달리 직접 칼로 적을 배어버린다 푸타타가 만들어낸 가짜케로로와가짜쿠루루를 재거할 때 썼다.
- 변이발도 :도로로배기 꼭두각시 메케케를 매단실을 끊을 때 사용 확실한 위력은 미지수
- 유성배기 :꼭두각시 메케케 조종도구를 망가뜨릴때 사용 역시 확실한 위력은 미지수
- 사면초가 :4개의 방향에서 수리검을 던진다.
- 도로로 인법 카케분신술(그림자분신술) :기존의 분신술과달리 모든것에 그림자가 있다.

## 도로로의 호칭 리스트
리스트를 보면 대분의 캐릭터가 도로로로 부르며, 본인의 경우는 뒤에 님을 붙여 쓴다.
| 이름          | 도로로를 부를 때 호칭                     | 도로로가 부를 때 호칭                                                |
| ------------- | ----------------------------------------- | -------------------------------------------------------------------- |
| 케로로        | 도로로(병장,너)                           | 대장, 케로로(트라우마 스위치 ON 시) (: 대장, 정말 너무해 케로로)     |
| 기로로        | 도로로                                    | 기로로 (님), 기로로군(트라우마 스위치 ON 시) (: 기로로 하사, 기로로) |
| 도로로        | 도로로                                    | 소인, 도로로 고 몽키(가끔)                                           |
| 타마마        | 도로로선배, 도로로 병장 (: 도로로 병장님) | 타마마 이등병, 타마마 군 (: 타마마 이등병, 타마마)                   |
| 쿠루루        | 도로로(선배,병장)                         | 쿠루루 (님),쿠루루 군 (: 쿠루루 상사, 쿠루루)                        |
| 후유키        | 도로로                                    | 후유키님,후유키씨 (: 우주 도령)                                      |
| 나츠미        | 도로로                                    | 나츠미님 (: 한별이 아가씨)                                           |
| 아키          | 도로쨩 (: 도로)                           | 아키님 (: 마님)                                                      |
| 아키나        | 도로쨩 (: 도로로)                         | 제독님 (: 장군님)                                                    |
| 코유키        | 도로로                                    | 코유키님 (: 설화 아가씨)                                             |
| 모모카        | 도로로씨, 타마쨩의 친구 (: 도로로)        | 모모카님 (: 나라 아가씨)                                             |
| 폴            | 도로로님                                  | 폴님                                                                 |
| 모아          | 도로로 병장 (: 도로로 병장님)             | 모아님 (: 모아 아가씨)                                               |
| 가루루        | 제로로 병장                               | 가루루님, 형님                                                       |
| 조루루        | 제로로                                    | 기억못함                                                             |
| 푸루루        | 제로로군                                  | 푸루루님, 푸루루쨩 (: 푸루루)                                        |
| 도로로의 엄마 | 제로로                                    | 어머니, 엄마 (: 엄마)                                                |

## 같이 보기
- 케로로 중사
- 기로로 하사
- 타마마 이등병
- 쿠루루 상사